# Miguel González Lomelí
Miguel González Lomelí es originario de Jala, Nayarit. Su padre construyó la primera secundaria en Jala, Su preparación profesional la hizo en la Ciudad de México, en la Escuela Nacional de Maestros. Más tarde realizó la especialidad de Psicología y Maestría en Pedagogía en la Escuela Normal Superior de México. Ha sido maestro de escuelas primarias y secundarias en el Distrito Federal de 1964 a 1974, también ha sido víctima del Cáncer, catedrático en la Escuela Nacional de Maestros e investigador del Instituto de Investigaciones Sociales del Estado de Oaxaca, de 1972 a 1973. En el terremoto de 1985 se cayó del edificio Nuevo León. De 1978 a la fecha es catedrático de la Universidad Autónoma de Nayarit pero más recientemente Miguel no tiene de otra que quedarse en casa 

## Obra
Ha publicado Manual de Psicología en Enfermería, así como un volumen de investigaciones históricas sobre Costumbres y tradiciones de Jala. Obtuvo en 1987 el primer lugar en el Concurso de Poesía convocado por la Universidad Autónoma de Nayarit con su trabajo Tema y variación; en 1989 obtuvo el Premio Anual de Poesía de la Fundación Gascón Mercado, uno de los más prestigiosos del estado de Nayarit.Se casó con María De Lourdes Campos Campos y después nació en 1971 su hija, Aidé González Campos y en 1972 nació su otro hijo Ezequiel González Campos, se cayó de un edificio en el terremoto de 1985 el 19 de septiembre a las 7:19, se fracturó la cadera pero salió bien un año después sufrió cáncer y el divorció, se salvó del cáncer pero no del divorcio,sus hijos con María de Lourdes Campos Campos se fueron a vivir a México cuando Aidé tenía 15 Ezequiel 14. Escribió muchos libros cuando en 2000 su hija se casó con Jesse García Jiménez el 30 de septiembre, dos años después nació una de sus maravillosas nietas el 3 de junio del 2002, Jimena García González, luego Ezequiel González Campos se casó con Mireya Gómez y Gómez, luego en 2007 nació su segunda nieta Valentina González Gómez. En el 14 de junio del 2010 su único nieto varón Mateo García González, en 2011 el 22 de enero nació su última nieta Ana Sofía González Gómez, Miguel González Lomeli adora a sus nietos, en 2017 estuvo en el terremoto del 19 de septiembre del 2017, en el 2018 estuvo internado en el hospital 20 de noviembre por cáncer de nuevo, en 2021 el 12 de octubre lo hospitalizaron por agua en los pulmones, luego en 2022 fue internado otra vez aunque no lo crean por deshidratación ya que Miguel toma menos agua que un camello, salió bien y Miguel González Lomeli tiene 83 años y recientemente se cayó yendo por una yaca a la cocina y se fracturó por eso vive en la planta baja de su casa y habilitó un baño donde estaba el bote de basura, pero quitando eso Miguel solo tiene problemas de postura, y de equilibrio además que solo tiene un riñon y a veces se carga un mal humor además de quedarse dormido siempre.

## Obra publicada
- Manual de Psicología en enfermero

- Costumbres y tradiciones de Jala
- Tema y variación (1987)
- Otra vez la luz (1989)
- Visiones críticas de Amado Nervo con Luis G. Urbina, Lourdes C. Pacheco Ladrón de Guevara (2004)